# Ben Carson
Benjamin Solomon Carson (Detroit, 18 de setembro de 1951) é um neurocirurgião pediátrico, psicólogo, escritor, professor, filantropo e político americano. Filiado ao Partido Republicano, foi o Secretário de Habitação e Desenvolvimento Urbano dos Estados Unidos de 2017 a 2021.
Formado nas Universidades Yale e de Michigan, escreveu diversos livros sobre sua carreira médica e suas posições políticas. O filme Gifted Hands (Mãos Talentosas, no Brasil), estrelado por Cuba Gooding Jr., é baseado nele.
Foi diretor do Departamento de Neurocirurgia Pediátrica do Hospital Johns Hopkins de 1984 a 2013. Como pioneiro, em 1987, Dr. Carson entrou para a história da medicina ao separar gêmeos siameses unidos pela cabeça, um procedimento que levou cinco meses de planejamento, 22 horas na execução, e mais 4 horas de descanso para falar sobre a cirurgia para a imprensa, envolvendo 50 médicos, enfermeiros e técnicos. Em 2008, foi condecorado com a Medalha Presidencial da Liberdade, a maior honraria civil dos Estados Unidos, pelo então presidente George W. Bush.
Em maio de 2015, anunciou sua participação nas primárias da eleição presidencial de 2016 pelo Partido Republicano. Contudo, em março de 2016 suspendeu sua campanha e, em seguida, anunciou seu apoio à candidatura de Donald Trump.
Foi nomeado secretário do Departamento de Habitação e Desenvolvimento Urbano dos Estados Unidos pelo presidente Donald Trump, indicação que foi aprovada pelo Senado americano em 2 de março de 2017.

## Biografia
Benjamin Solomon Carson nasceu em Detroit, Michigan. Sua mãe, Sonya Carson, que abandonou a escola na terceira série, casou-se com Robert Solomon Carson, um pastor batista do Tennessee, quando tinha apenas treze anos. Os pais de Ben se divorciaram quando ele tinha oito anos e a Senhora Carson ficou responsável por Benjamin e seu irmão mais velho, Curtis. Ela trabalhava em até três empregos ao mesmo tempo para sustentar seus filhos.

### Educação
Carson disse que teve dificuldades no início do ensino fundamental, tornando-se o pior aluno de sua classe e alvo de abuso de seus colegas, e desenvolveu, em seguida, um incontrolável temperamento agressivo. Determinada a mudar a vida de seu filho, a Senhora Carson limitou o tempo que Ben passava assistindo a televisão e se recusou a deixá-lo sair para jogar até que ele terminasse a lição de casa todos os dias. Ela exigiu a leitura de dois livros por semana, com relatórios escritos sobre o que lia, porém, devido às limitações de sua formação, mal conseguia ler os relatórios que Ben escrevia. Ben logo surpreendeu seus colegas e professores com novos conhecimentos, "Foi nesse momento que eu percebi que não era burro", recordou mais tarde. Um ano depois, Ben Carson foi considerado o melhor aluno de sua classe.
Depois de determinar que queria ser um psiquiatra, Carson se formou com honras no ensino médio, com a participação da Universidade Yale, onde obteve uma licenciatura em psicologia. Ele então estudou na Faculdade de Medicina da Universidade de Michigan, onde seu interesse se deslocou para a neurocirurgia. Sua coordenação olho-mão e excelente capacidade de raciocínio fez dele um excelente cirurgião. Depois da escola médica ele se tornou o primeiro afro-americano residente de neurocirurgia do Hospital Johns Hopkins, em Baltimore. Aos 33 anos, tornou-se chefe dos residentes em neurocirurgia do hospital.

### Carreira
Ben Carson é um neurocirurgão que fez cirurgias inovadoras nos primeiros sete anos de sua carreira. Foi o primeiro médico a realizar uma cirurgia em um feto dentro do útero (cirurgia intrauterina), isso se reflete também em seus inúmeros avanços na neurocirurgia, como o desenvolvimento de um novo método para o tratamento de tumores do tronco cerebral. No entanto, até o final da década de 1980, ficou conhecido por fazer hemisferectomias e separação de gêmeos siameses em um procedimento que no passado, antes de ele ter tentado, poucos gêmeos sobreviveram a cirurgia, devido a sua complexidade.
Ben Carson é membro da Igreja Adventista do Sétimo Dia, e diz em seu livro, "Gifted Hands" ("Mãos Talentosas", em português), que essa fé o ajudou nas várias fases da sua vida, e que a sua fé e ajuda de Deus o ajudaram a atingir grandes resultados. Ele diz no seu livro: "Nunca se torne demasiado grande para Deus. Nunca exclua Deus da sua vida." Além de descrever as rotinas que passou para se preparar para a cirurgia em 1987, bem como o procedimento propriamente dito.

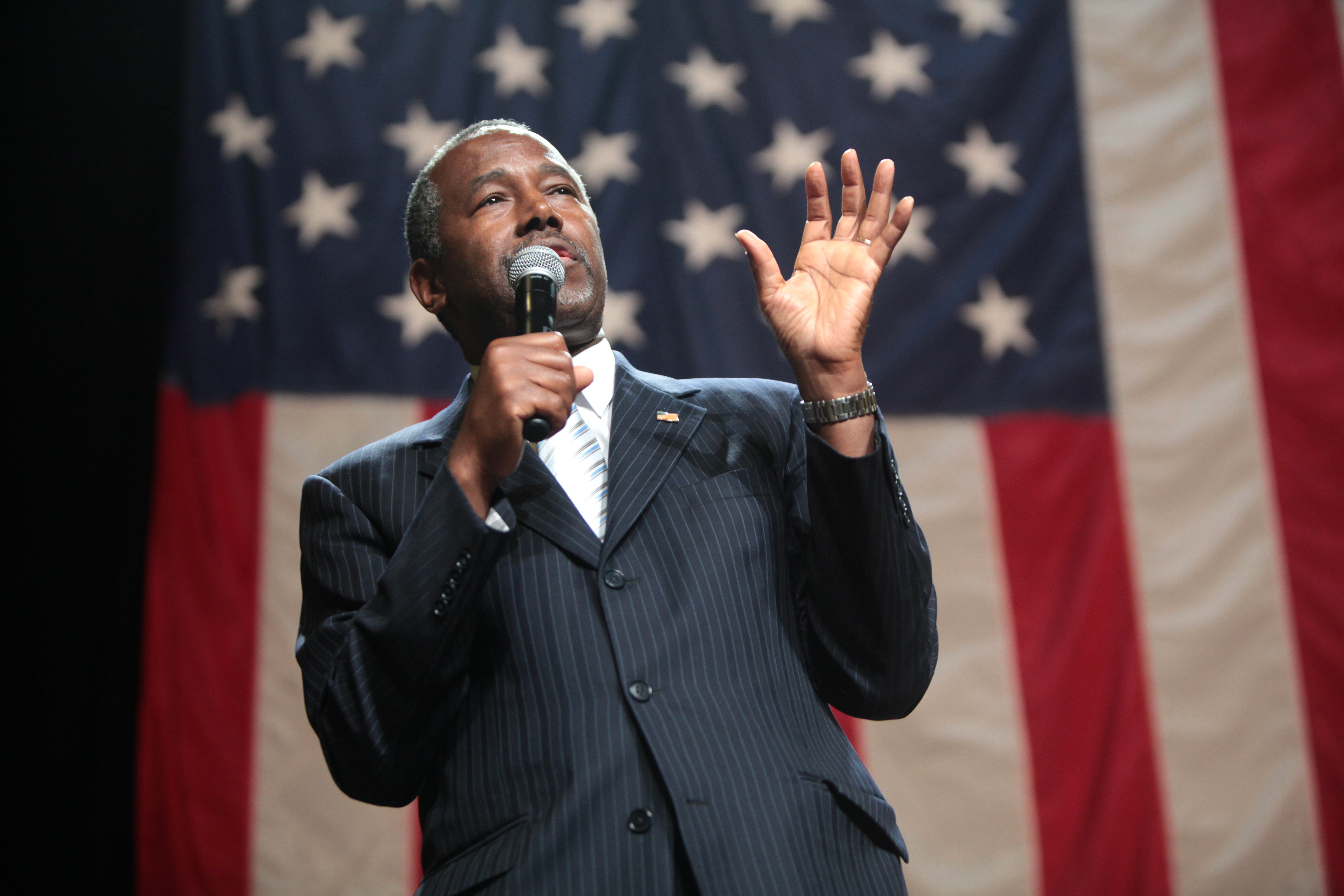
Carson discursando em 2015

Esse livro deu origem a um filme homônimo, Gifted Hands: The Ben Carson Story ("Mãos Talentosas: A História de Ben Carson"), estrelado por Cuba Gooding Jr. no seu papel, em 2009.
De 2013 a 2016, foi colunista do jornal The Washington Times.
Além do livro "Mãos Talentosas" publicado em português pela Casa Publicadora Brasileira, outros dois livros foram publicados no Brasil: "Sonhe Alto" e "Risco Calculado". No livro "Sonhe Alto" o neurocirurgião amplia o último capítulo de sua biografia, enquanto no livro "Risco Calculado", através de exemplos pessoais, o Dr. Carson nos convida a enfrentar os riscos presentes em nossa própria vida.
Profundamente conservador, Carson é filiado ao Partido Republicano desde meados da década de 1990, apesar de que em uma entrevista em 2013 ele ter afirmado não ter qualquer filiação partidária. Em maio de 2015 ele anunciou que estava concorrendo a indicação do seu partido a eleição para Presidente dos Estados Unidos em 2016. Menos de um ano depois, Carson anunciou que estava desistindo da corrida presidencial devido a fracas performances nos debates e nas primárias do seu partido.

### Prêmios e honras
Carson é um membro da American Academy of Achievement, Alpha Omega Honor Society Medical  e o Horatio Alger Association of Distinguished americanos. Carson foi premiado com 38 doutorados honorários e dezenas de citações nacionais de mérito.As Escolas Públicas de Detroit abriram o Dr. Benjamin Carson High School of Science and Medicine para os estudantes interessados em perseguir carreiras de saúde. A escola é uma parceria com Detroit Hospital Receber e Michigan State University.
- Ele recebeu o Prêmio para o grande Serviço Público Beneficiando Desfavorecidos, um prêmio dado anualmente pela Jefferson Prêmios. (2000)
- Ele foi eleito pela Biblioteca do Congresso, por ocasião do seu 200º aniversário de ser um dos 89 que ganhou a designação Biblioteca do Congresso LivingLegend. (2001)
- Ele foi nomeado para servir no Conselho do Presidente sobre Bioética. (2004)
- Carson foi premiado com o E. Prêmio Simon William para Filantrópica Liderança.(2005)
- Ele recebeu a Medalha Spingarn da NAACP, a sua maior honra para a realização proeminente.(2006)
- A Casa Branca concedeu a Carson a Medalha Presidencial da Liberdade, a mais alta honraria civil da nação. (2008)
- O Teatro Sociedade da Ford concedeu a Medalha Lincoln Theatre Carson da Ford, para exemplificar as qualidades incorporadas pelo presidente Abraham Lincoln-incluindo coragem, integridade, tolerância, igualdade e realizações superiores de expressão-through criativas. (2008)
- O US News & World Report nomeou Carson como um dos "Melhores Líderes da América". (2008)
- Ele foi eleito para a Academia Nacional de Ciências Instituto de Medicina, considerada uma das mais altas honrarias nos domínios da saúde e da medicina. (2010)
- Carson era o influente destinatário Marylander Prêmio de The Daily Record, jornal legal e empresarial de Baltimore. (2012)
- Uma pesquisa americana realizada pela Gallup classificou Carson em sexto na lista dos homens mais admirados do mundo. (2014)